# Megachile semirufa
Megachile semirufa är en biart som beskrevs av Frédéric Jules Sichel 1867. Megachile semirufa ingår i släktet tapetserarbin, och familjen buksamlarbin. Inga underarter finns listade i Catalogue of Life.